# 维谢勒
维谢勒（法語：Vichel，法語發音：[viʃɛl]）是法国多姆山省的一个市镇，属于伊苏瓦尔区。

## 地理
维谢勒（45°25'43"N, 3°14'34"E）面积5.71 平方千米，位于法国奥弗涅-罗讷-阿尔卑斯大区多姆山省，该省份为法国中南部省份，北起阿列省接壤，东临卢瓦尔省，南至上盧瓦爾省和康塔爾省，西接科雷兹省和克勒兹省。
与维谢勒接壤的市镇（或旧市镇、城区）包括：科朗日、莫里亚、圣日耳曼朗布龙、圣热尔瓦齐。

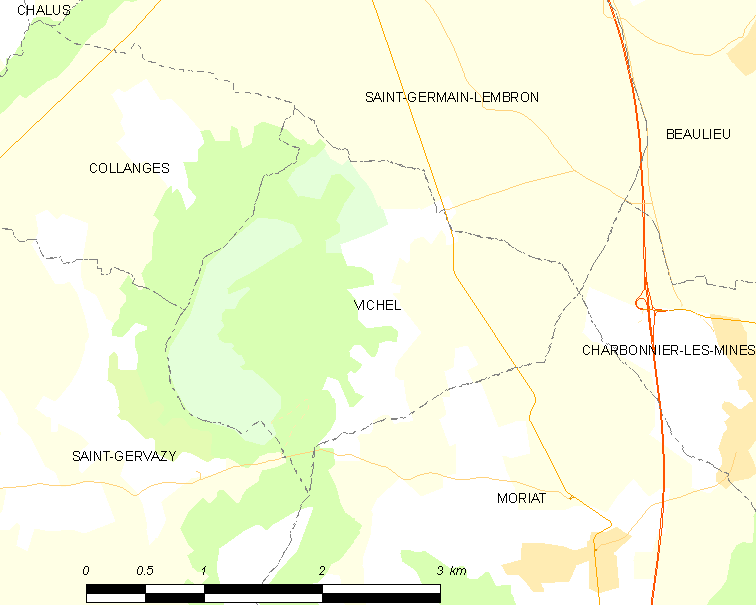
维谢勒的OSM定位图

维谢勒的时区为UTC+01:00、UTC+02:00（夏令时）。

## 行政
维谢勒的邮政编码为63340，INSEE市镇编码为63456。

## 政治
维谢勒所属的省级选区为布拉萨克莱米讷县。

## 人口

1962-2008年间维谢勒人口变化图示

维谢勒于2022年1月1日时的人口数量为333人。